# Aucun
Aucun é uma comuna francesa na região administrativa de Occitânia, no departamento dos Altos Pirenéus. Estende-se por uma área de 12,94 km², Em 2010 a comuna tinha 242 habitantes (densidade: 18,7 hab./km²)..